# ジョーイ・ギャロ
ジョゼフ・"ジョーイ"・ギャロ（Joseph "Joey" Gallo, 1929年4月7日 - 1972年4月7日）は、ニューヨークの5大ファミリーの一つプロファチ一家のメンバーで殺し屋。別名クレージー・ジョー（Crazy Joe）。ナポリ移民のもとにブルックリンで生まれた。三兄弟の次男。

## プロフィール

### カモッラの末裔
1950年代初め、シチリア系マフィアファミリーのプロファチ一家（現コロンボ一家）に入り幹部ハリー・フォンタナの配下となった。ブルックリンのレッドフック地区からプレジデントストリートにかけてナンバーズ賭博や麻薬、売春などを生業とした。このエリアは元々ナポリ系カモッラの地盤で、過去の経緯によりシチリア系ボスのジョゼフ・プロファチの傘下とさせられたが、独立色が強く、ファミリー上層部とは緊密な関係ではなかった。ヴィト・ジェノヴェーゼ配下の"トニー・ベンダー"・ストロッロと親しかった。

### ギャロ-プロファチ戦争
1950年代後半、ギャロの属した賭博グループの古参リーダー、フランク・アバトマルコが警察の手入れにより収入が激減した為プロファチへの上納金を滞納した。ギャロの入れ知恵もあり滞納し続け、未払い上納金は5万ドルに達した。1959年11月、プロファチはアバトマルコを粛清し、彼のクルーの収入源をプロファチ自身の親族に与えた。ギャロは、父親の負債を払うようプロファチに命じられた息子のトニー・アバトマルコを匿い、プロファチに公然と敵対した。ファミリー内の反抗分子を集めてバズーカや爆弾で武装した。1961年2月、副ボスのジョゼフ・マリオッコらファミリー首脳部5人を一時拘束してフロリダにいたプロファチと遠距離交渉した（プロファチが譲歩し、のち解放した）。半数以上のメンバーがギャロ側に付いたとされるが、ほどなくプロファチは復讐を開始し、報奨金をエサにギャロ派の切り崩しを図った。ギャロ派だったニコラス･フォラノとカーマイン・ペルシコがプロファチ側に寝返り、また一味内部のプロファチのスパイ、ジョン・シモネがギャロ側近のジョー・ジェリーを殺害したことで抗争はエスカレートした。一連の抗争はガンビーノやトーマス・ルッケーゼの支援を受けていたとも伝えられた。

### 収監＆出所
1961年、恐喝ゆすり容疑で有罪となり、14年刑の監獄送りとなった。残ったギャロ派はプロファチと抗争を続けたが、プロファチ、その後を継いだマリオッコが相次いで病死した後、1964年にガンビーノに据えられた新ボスのジョゼフ・コロンボはファミリー分裂を回避するためギャロ派と和解した。ギャロは収監中は油絵を書いたり、小説などの読書に時間を費やした。1971年2月にアッティカ刑務所を出所した。出所後はハーレムのアフリカ系アメリカ人、暴走族のヘルズ・エンジェルスと結託したと伝えられた。
1971年6月、政治運動のリーダーとして世間の注目を浴び始めたコロンボが政治イベントの真っ只中で黒人ジェローム・ジョンソンに至近距離から狙撃され、半身不随となったが、この狙撃事件でギャロは再び脚光を浴びた（ジョンソンと徒党を組んでいたと伝えられたが、背後関係からガンビーノファミリーのメンバーが主に捜査対象になった為、狙撃はガンビーノが黒幕との見方がある）。

### 最期
1972年4月7日、リトル・イタリーのカニのレストラン"Umberto's Clam House"（経営者はジェノヴェーゼ一家関係者）での43歳の誕生日を祝う家族パーティの最中、乱入した3人のヒットマンに5発の銃弾を浴び、路上へ出たところで絶命した。
後年政府の密告者に転じたコロンボ一家のジョー・ルパレッリがコロンボ一家のヤコヴェリやペルシコの指示で殺したと証言し、ルパレッリ、フィリップ・ガンビーノがレストラン外で見張りに立ちソニーピント以下３人が実行犯だとした。コロンボ殺しの仕返しとも、自伝本（回想記）を書く準備を進めていたギャロの口封じとも言われる。ジミー・ホッファの旧友フランク・シーラン説もある（1999年死期の迫ったシーランがホッファの殺害とギャロ殺害をそれぞれ告白した）。

## エピソード
- ニューヨーク市長のジョン・リンゼイに頼まれニューヨーク大暴動では白人と黒人の右翼団体の仲裁にも乗り出している。この際にギャロ兄弟は「僕達は正義と平和を守るために表面には出ないで力を尽くした」と公言している。

- ロバート・ケネディの『内部の敵』は、1957年に組織犯罪の調査で上の兄貴と参考人として呼ばれたギャロを「最も異常な証人」だったと断じている。ケネディは「殺し屋の王様」と呼ばれたこの証人は「黒シャツ、黒ズボン、黒のコート、首の後ろにたれた長い巻毛」の外貌であり、委員会の質問には「コップ二杯の水を振りまいたり、灰皿を机からたたき落としたり」の演技を見せたが、全て憲法「修正第5条」を持ち出して証言を拒否したと書いている。質疑の最後に「公平に扱った君が気に入ったから、兄貴のジョン・F・ケネディの大統領選挙を応援しよう」と冗談を言ったギャロに対して「(もし好意があるのなら)相手方の応援をして欲しい」とケネディが切り返すと笑って出て行ったとされる。

- 服役中の暇つぶしに読書を始めて、死ぬまで読書家だった。ハリウッドの脚本家に「ヘンリー・ミラーの作品をどう思う?」と質問しているようにアメリカ文学が好みだったようである。刑務所では「無敵の男」とも「アンタッチャブル」とも呼ばれる黒人ギャングで麻薬シンジケートの大物であるリロイ・バーンズ（英語版）と深い交際を結んだ。

- 少なくとも40人を自分の手で殺し、それ以外にも数十件の未解決殺人事件に関与しているとされるが殺人では有罪になった事はない。

- ギャロは自分を題材にした映画（「The Gang That Couldn't Shoot Straight」）を見て気に入らなかったが、主演を演じた俳優ジェリー・オーバックとは友達になった。また映画「ゴッドファーザー」を見て気に入ったという。(ギャロープロファチ戦争のエピソードが多く使用されたゴッドファーザーパートⅡのほうは見ないまま死んだ）。

- 子供好きだったとされる。

## 題材になった作品等
- 彼の人生をモデルとした小説「The Gang That Couldn't Shoot Straight」（1969年）の他、同名タイトルの映画（1971年）が製作された。
- ボブ・ディランが1976年に発表したアルバム『欲望』に収録された「Joey」（ライナー表記は「ジョーイー」）のモデルとして知られる。
- 死魚入りの服、バーでの警官救出劇、釣りボート上の銃殺などギャロープロファチ戦争のエピソードが「ゴッドファーザー」、「ゴッドファーザー PART II」に取り入れられた。
- Crazy Joe（邦題：マンハッタン皆殺し作戦、1974年）。世界暗黒史に残るアッティカ刑務所での暴動の起こる少し前に出所しているが、この映画ではこれを鎮圧したことになっている。